# Sport Vereniging Estrella
L'Sport Vereniging Estrella és un club de futbol de la ciutat de Papilon, Santa Cruz, a Aruba. Va ser fundat l'any 1948.

## Palmarès
- Lliga d'Aruba de futbol:[1]
  - 1968, 1973, 1977, 1985, 1988, 1989, 1990, 1992, 1996, 1998, 1999, 2006
- Campionat de les Antilles Neerlandeses de futbol:[2]
  - 1970
- Torneo Copa Betico Croes:[3]
  - 2014, 2018